# Венесуэла на летних Олимпийских играх 1992
Венесуэла принимала участие в Летних Олимпийских играх 1992 года в Барселоне (Испания) в двенадцатый раз за свою историю, но не завоевала ни одной медали. Сборную страны представляли 4 женщины.